# Solita
Solita è un comune della Colombia facente parte del dipartimento di Caquetá.
Il centro abitato venne fondato da Nicolas Peña nel 1981, mentre l'istituzione del comune è del 1996.